# Liste der Universitäten in Luxemburg
Dies ist eine Liste der Universitäten im Großherzogtum Luxemburg. Es gibt vier staatlich anerkannte und akkreditierte Universitäten luxemburgischen Rechts.
| Name                  | Träger    | Gründung | Studierende | Stand        |
| --------------------- | --------- | -------- | ----------- | ------------ |
| DTMD University       | privat    | 2017     | 250         | 2017/18 (WS) |
| ISEC HdW              | privat    | 2016     | 35          | 2016/17 (WS) |
| eufom                 | privat    | 2012     | 200         | 2015/16 (WS) |
| Universität Luxemburg | staatlich | 2003     | 6.157       | 2014/15 (WS) |